# Тверський державний технічний університет
Тверськи́й держа́вний техні́чний університе́т (рос. Тверской государственный технический университет; ТвГТУ; до 1994 року — Тверськи́й політехні́чний інститу́т) — вищий навчальний заклад у Твері.
Заснований 1922 року і спочатку спеціалізувався на підготовці фахівців торф'яної галузі. У 1958 році інститут було переведено з Москви до Твері, а в 1994 році він отримав статус університету. Зараз університет має дев'ять корпусів, серед яких обчислювальний центр і навчальний полігон.

## Життєпис
Заснований у 1922 році як Московський торф'яний інститут, проте незабаром злитий з Сільськогосподарською академією імені Тимірязєва, а згодом переведений до складу Московської гірничої академії.
У 1930 році знову став самостійним навчальним закладом — Московським торф'яним інститутом (МТІ). Основним завданням інституту стала підготовка фахівців для торф'яної галузі. Створення МТІ забезпечило науково-технічний розвиток торф'яної промисловості.
Під час Другої світової війни інститут частково евакуювали до Свердловська, у Москві було створено сектор для виконання оборонних замовлень. Під керівництвом професора М. О. Насєдкіна досліджували прохідність танків в умовах заболоченої місцевості. Професор М. П. Воларовіч досліджував проблему оптимального складу мастил для полегшення запуску двигунів в умовах низьких температур. Під керівництвом професора С. С. Драгунова розробляли конструкції грілок для солдатів на основі торф'яної крихти. У 1943 році інститут повернувся з евакуації до Москви.
У 1958 році інститут переведено до Калініна, де був перейменований на Калінінський торф'яний інститут (КТІ). Протягом 1958—1959 навчального року був проведений набір на перший курс у Калініні, старші курси продовжували навчання в Москві.
У 1960-ті роки відбувається інтенсивний розвиток інституту — будуються нові корпуси та гуртожитки, відкриваються нові кафедри та факультети. На 8 факультетах інституту навчається 6500 студентів, інститут зі спеціалізованого стає політехнічним і отримує назву Калінінський політехнічний інститут (КПІ).
У 1972 році за заслуги в підготовці інженерних кадрів і розвиток наукових досліджень та у зв'язку з 50-річчям від дня заснування інститут був нагороджений орденом Трудового Червоного Прапора. 
Протягом 1990-х років відбулося скорочення чисельності студентів і викладачів університету, а також кількість факультетів і кафедр. У 1994 році інститут отримав статус державного технічного університету. До 1997 року університет мав у своєму розпорядженні 7 навчальних корпусів і будівель загальною площею понад 57000 м2.